# Lambholmen
Ne doit pas être confondu avec Lambholmen (Fjell).
Lambholmen est une île norvégienne dans le comté de Hordaland. Elle appartient administrativement à Austevoll.

## Géographie
Rocheuse et couverte d'une légère végétation, elle s'étend sur environ 290 m de longueur pour une largeur approximative de 100 m.